# Bartolomeo Contarini
Bartolomeo Contarini fue un mercader veneciano que se casó con la duquesa viuda de Atenas Clara Zorzi en 1453 y gobernó el ducado en el nombre de su pequeño hijo, Francesco I.
Bartolomeo era el hijo de , el castellano de Nauplia. Después de ir a Atenas por negocios, se enamoró de Clara y envió a asesinar a su esposa que tenía en Venecia con el fin de casarse con la duquesa. Los ciudadanos atenienses, sin embargo, desconfiaban de la influencia de estos dos amantes sobre el joven duque y probablemente temían por su vida. Exhortaron a Mehmed II, el sultán otomano, a intervenir en nombre del joven duque Francesco. Bartolomeo y Chiara fueron convocados a su corte en Adrianópolis y el joven duque fue puesto bajo cuidado del sultán, mientras que su primo Francesco II era enviado a Atenas como un duque cliente turco.
El nuevo duque había asesinado a Clara en Megara y Bartolomeo apeló al sultán por justicia. Atenas fue tomada en manos turcas y Francesco II fue depuesto.